# Nomia oryzae
Nomia oryzae là một loài Hymenoptera trong họ Halictidae. Loài này được Cockerell mô tả khoa học năm 1929.